# Leichtathletik-Weltmeisterschaften 2007/3000 m Hindernis der Männer

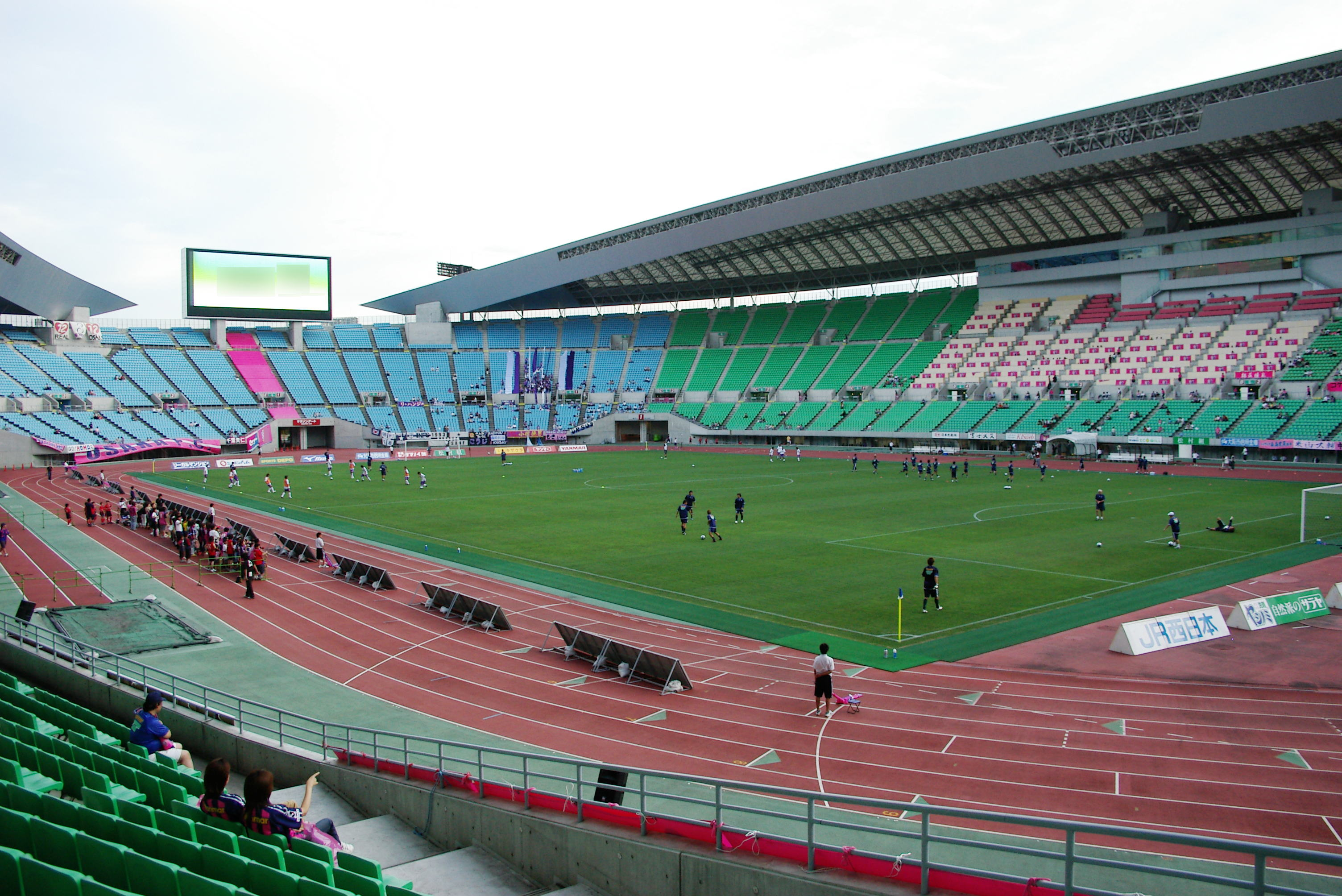
Das Nagai-Stadion in Osaka im Jahr 2004

Der 3000-Meter-Hindernislauf der Männer bei den Leichtathletik-Weltmeisterschaften 2007 wurde am 26. und 28. August 2007 im Nagai-Stadion der japanischen Stadt Osaka ausgetragen.
In diesem Wettbewerb gab es einen Dreifacherfolg für die Läufer aus Kenia. Weltmeister wurde der Olympiazweite von 2004 und WM-Dritte von 2005 Brimin Kiprop Kipruto. Seine dritte Silbermedaille in Folge bei Weltmeisterschaften errang der aktuelle Olympiasieger Ezekiel Kemboi. Bronze ging an den Vizeafrikameister von 2004 Richard Kipkemboi Mateelong.

## Bestehende Rekorde
| Weltrekord | 7:53,63 min | Saif Saaeed Shaheen | Brüssel, Belgien              | 3. September 2004 |
| WM-Rekord  | 8:04,16 min | Moses Kiptanui      | WM 1995 in Göteborg, Schweden | 11. August 1995   |

Der bestehende Weltmeisterschaftsrekord wurde bei diesen Weltmeisterschaften nicht eingestellt und nicht verbessert.

## Vorrunde
15. August 2007, 17:35 Uhr
Die Vorrunde wurde in drei Läufen durchgeführt. Die ersten drei Athleten pro Lauf – hellblau unterlegt – sowie die darüber hinaus sechs zeitschnellsten Läufer – hellgrün unterlegt – qualifizierten sich für das Viertelfinale.

### Vorlauf 1
26. August 2007, 10:00 Uhr
| Platz | Name                     | Nation     | Zeit (min) |
| ----- | ------------------------ | ---------- | ---------- |
| 1     | Tareq Mubarak Taher      | Bahrain    | 8:19,99    |
| 2     | Abdelkader Hachlaf       | Marokko    | 8:20,03    |
| 3     | Ezekiel Kemboi           | Kenia      | 8:20,08    |
| 4     | Bouabdellah Tahri        | Frankreich | 8:20,09    |
| 5     | Abubaker Ali Kamal       | Katar      | 8:21,20    |
| 6     | Eliseo Martín            | Spanien    | 8:24,49    |
| 7     | Rabia Makhloufi          | Algerien   | 8:33,88    |
| 8     | Bjørnar Ustad Kristensen | Norwegen   | 8:34,84    |
| 9     | Ruben Ramolefi           | Südafrika  | 8:39,50    |
| 10    | Benjamin Kiplagat        | Uganda     | 8:40,65    |
| 11    | Henrik Skoog             | Schweden   | 8:51,61    |
| 12    | Tom Brooks               | USA        | 8:56,20    |
| DNF   | Günther Weidlinger       | Österreich |            |

Im ersten Vorlauf ausgeschiedene Läufer:

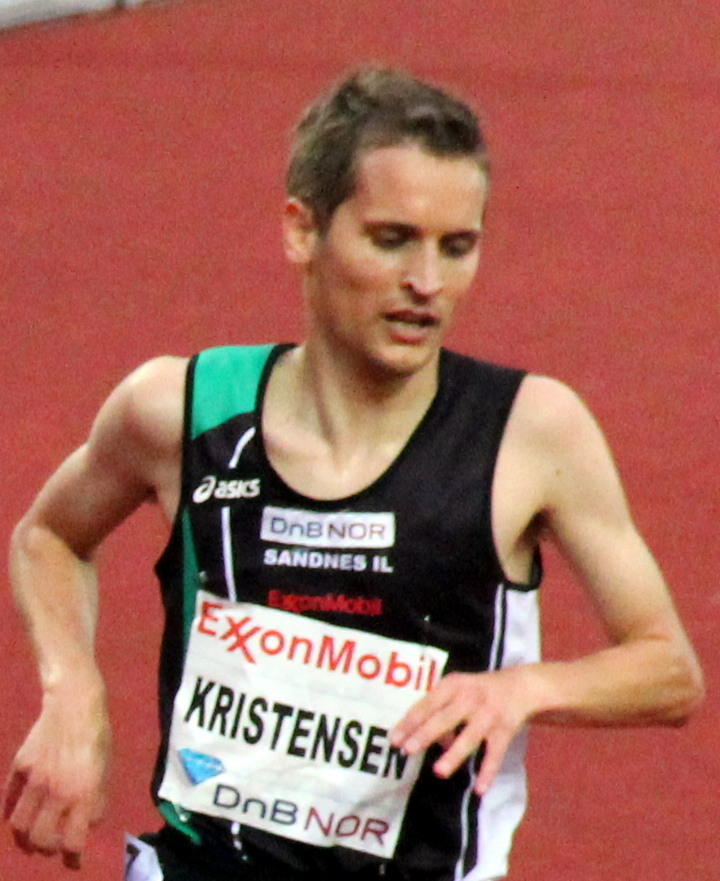
Bjørnar Ustad Kristensen Rang acht in 8:34,84 min
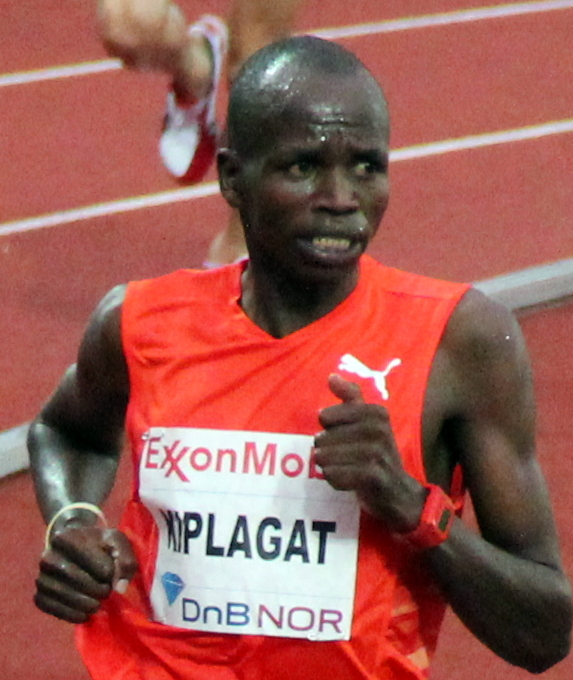
Benjamin Kiplagat Rang zehnt in 8:40,65 min
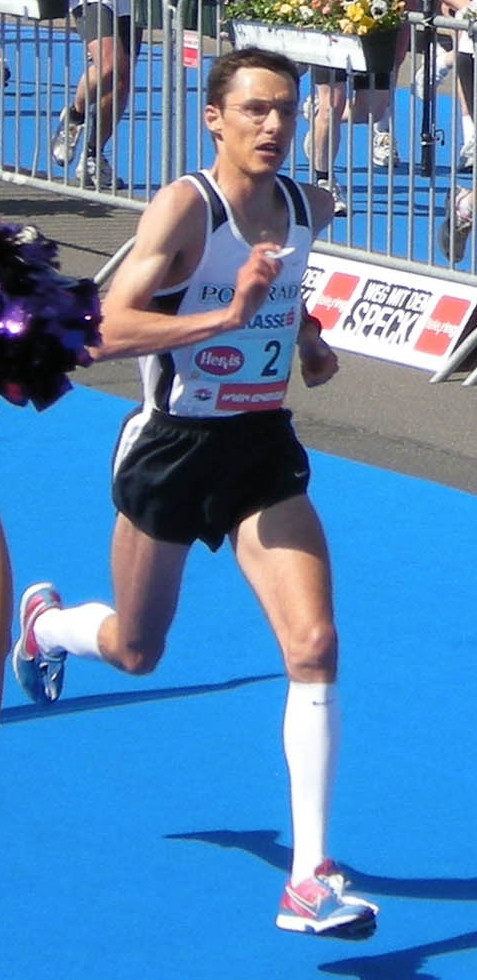
Günther Weidlinger nicht im Ziel

### Vorlauf 2

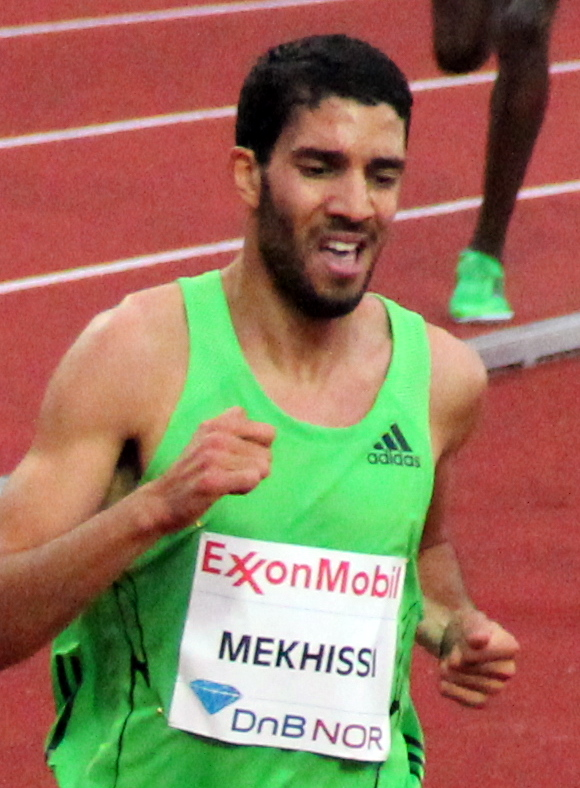
Platz sechs im zweiten Vorlauf für Mahiedine Mekhissi, der damit ausschied

26. August 2007, 10:15 Uhr
| Platz | Name                        | Nation     | Zeit (min) |
| ----- | --------------------------- | ---------- | ---------- |
| 1     | Richard Kipkemboi Mateelong | Kenia      | 8:29,49    |
| 2     | Nahom Mesfin                | Äthiopien  | 8:29,57    |
| 3     | Brahim Taleb                | Marokko    | 8:29,64    |
| 4     | Mircea Bogdan               | Rumänien   | 8:30,07    |
| 5     | Joshua McAdams              | USA        | 8:32,46    |
| 6     | Mahiedine Mekhissi          | Frankreich | 8:33,11    |
| 7     | Yoshitaka Iwamizu           | Japan      | 8:36,73    |
| 8     | Thamer Kamal Ali            | Katar      | 8:41,81    |
| 9     | Itai Maggidi                | Israel     | 8:43,00    |
| 10    | Antonio David Jiménez       | Spanien    | 8:50,41    |
| 11    | Pieter Desmet               | Belgien    | 8:55,99    |
| 12    | Youcef Abdi                 | Australien | 9:51,33    |

### Vorlauf 3
26. August 2007, 10:30 Uhr
| Platz | Name                      | Nation         | Zeit (min) |
| ----- | ------------------------- | -------------- | ---------- |
| 1     | Brimin Kiprop Kipruto     | Kenia          | 8:21,93    |
| 2     | Halil Akkaş               | Türkei         | 8:22,37    |
| 3     | Mustafa Mohamed           | Schweden       | 8:22,80    |
| 4     | Ali al-Amri               | Saudi-Arabien  | 8:23,61    |
| 5     | Roba Gari                 | Äthiopien      | 8:23,98    |
| 6     | José Luis Blanco          | Spanien        | 8:25,00    |
| 7     | Filmon Ghirmai            | Deutschland    | 8:25,17    |
| 8     | Boštjan Buč               | Slowenien      | 8:26,42    |
| 9     | Krijn Van Koolwijk        | Belgien        | 8:29,18    |
| 10    | Aaron Aguayo              | USA            | 8:30,86    |
| 11    | Vincent Zouaoui-Dandrieux | Frankreich     | 8:36,05    |
| 12    | Andrew Lemoncello         | Großbritannien | 8:58,93    |
| DNF   | Hamid Ezzine              | Marokko        |            |

Im dritten Vorlauf ausgeschiedene Läufer:

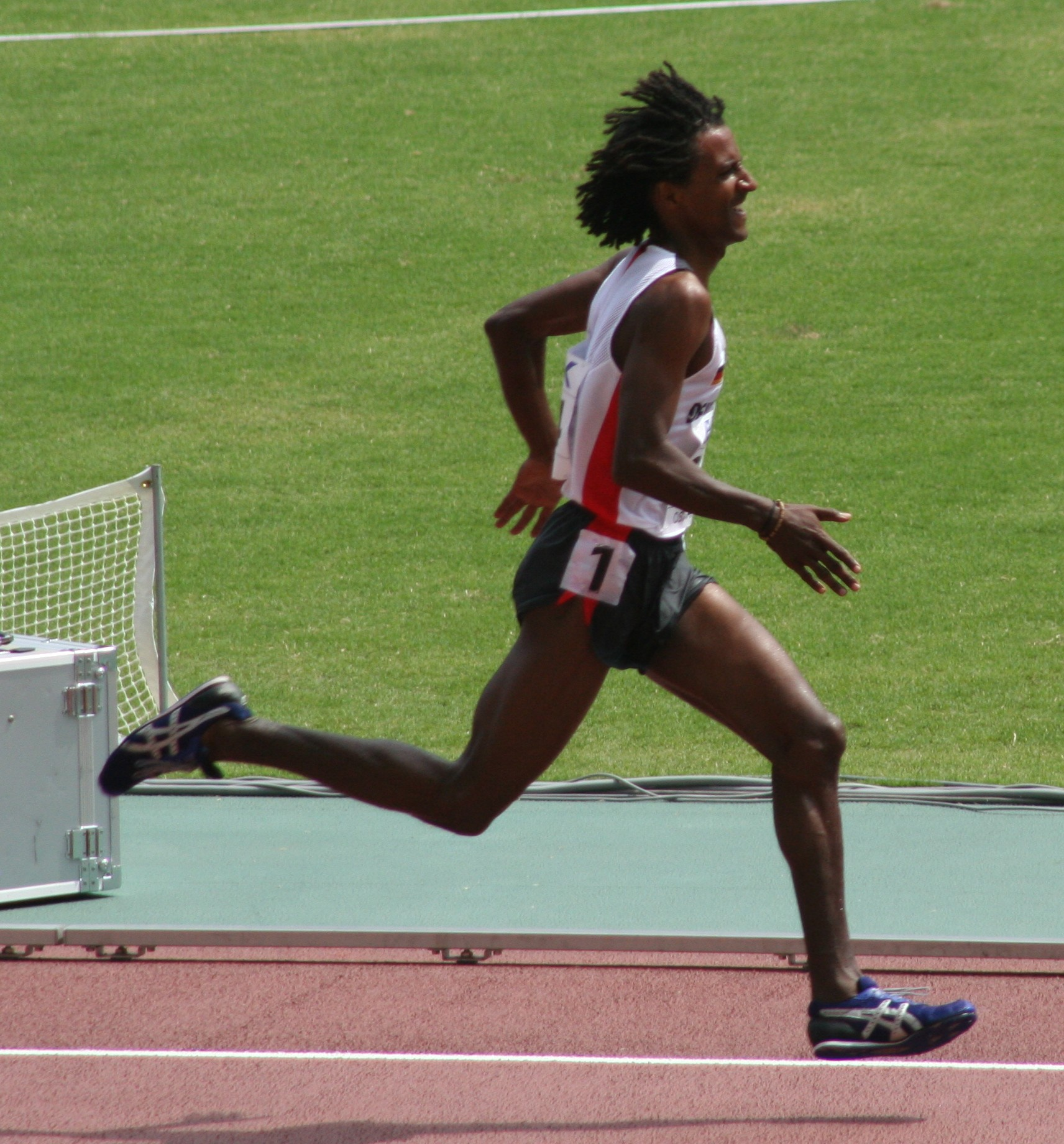
Filmon Ghirmai fehlten siebzehn Hundertstelsekunden zur Finalteilnahme
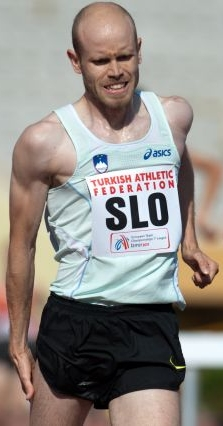
Boštjan Buč Rang acht in 8:26,42 min
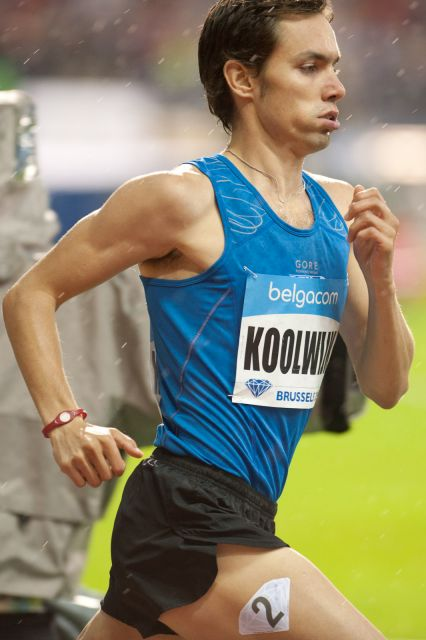
Krijn van Koolwijk Rang neun in 8:29,18 min
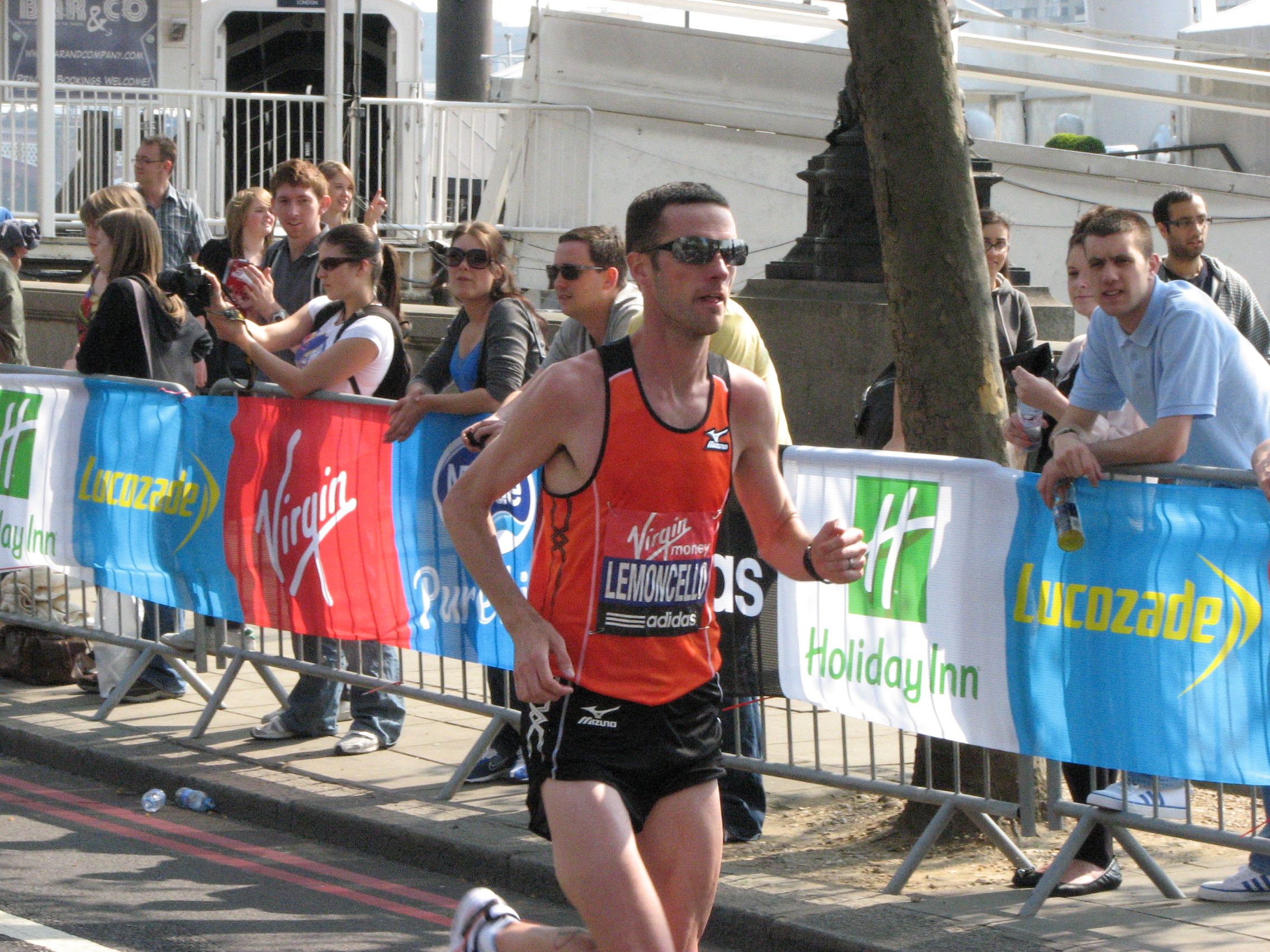
Andrew Lemoncello Rang zwölf in 8:58,93 min
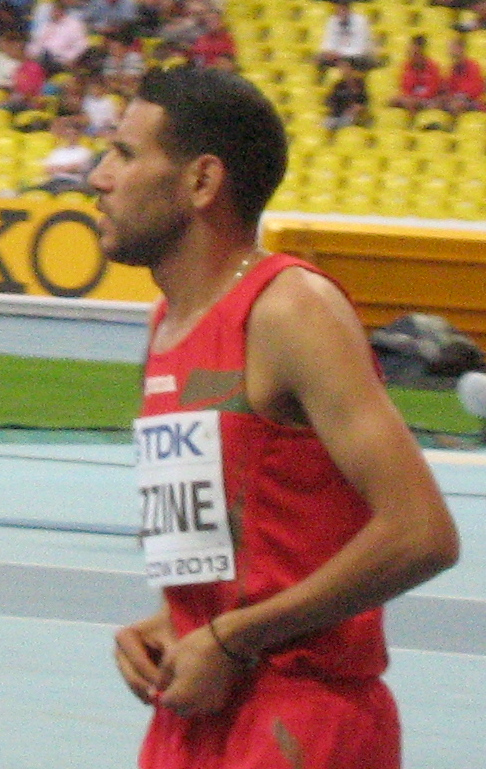
Hamid Ezzine Rennen nicht beendet

## Finale

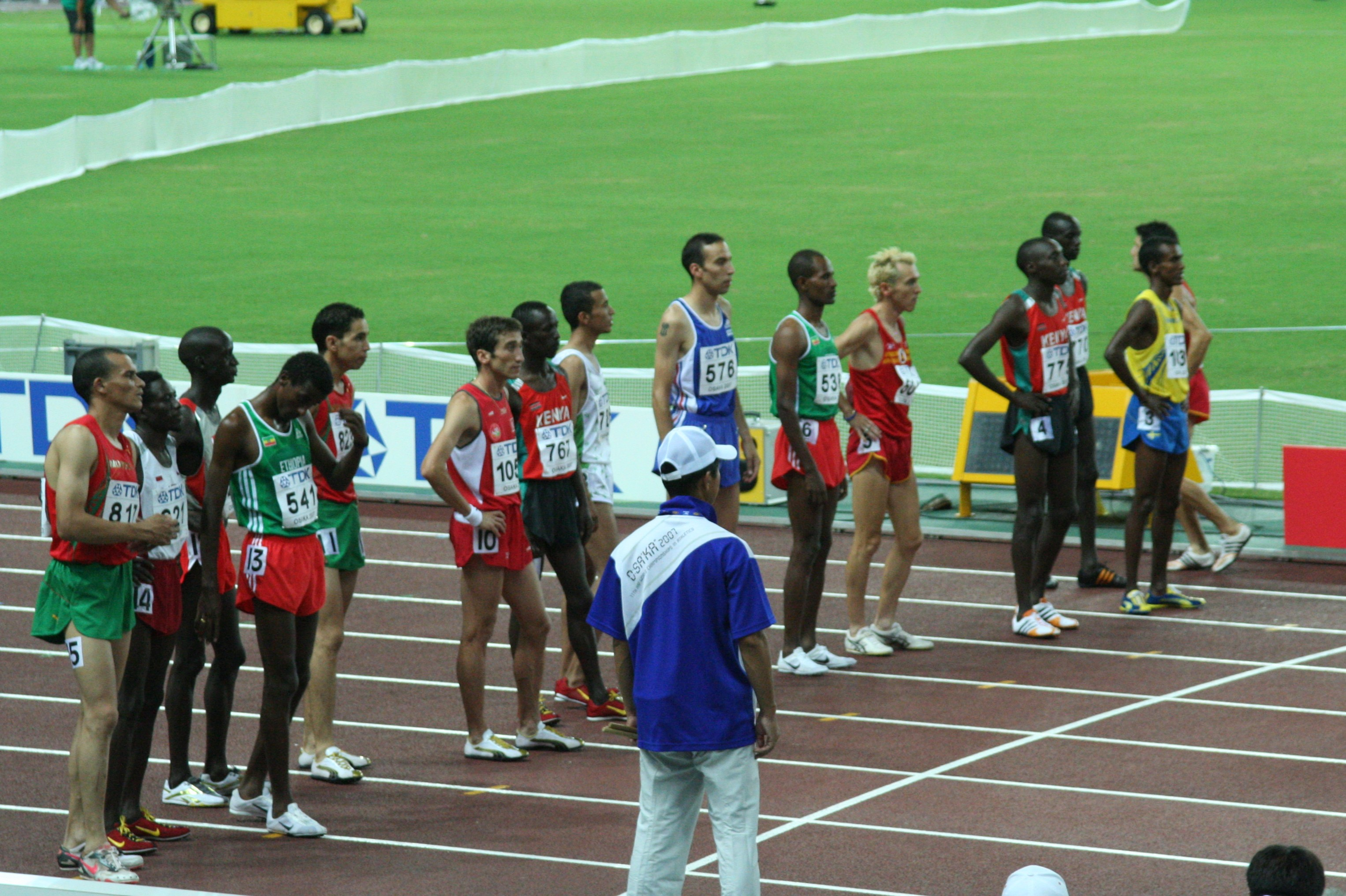
Startaufstellung zum Hindernisfinale

28. August 2007, 20:55 Uhr
| Platz | Name                        | Nation        | Zeit (min)                     |
| ----- | --------------------------- | ------------- | ------------------------------ |
| 1     | Brimin Kiprop Kipruto       | Kenia         | 8:13,82                        |
| 2     | Ezekiel Kemboi              | Kenia         | 8:16,94                        |
| 3     | Richard Kipkemboi Mateelong | Kenia         | 8:17,59                        |
| 4     | Mustafa Mohamed             | Schweden      | 8:19,82                        |
| 5     | Bouabdellah Tahri           | Frankreich    | 8:20,27                        |
| 6     | Halil Akkaş                 | Türkei        | 8:22,51                        |
| 7     | Eliseo Martín               | Spanien       | 8:22,91                        |
| 8     | Tareq Mubarak Taher         | Bahrain       | 8:22,95                        |
| 9     | Abdelkader Hachlaf          | Marokko       | 8:24,18                        |
| 10    | Roba Gari                   | Äthiopien     | 8:25,93                        |
| 11    | Abubaker Ali Kamal          | Katar         | 8:26,90                        |
| 12    | Nahom Mesfin                | Äthiopien     | 8:26,90                        |
| DNF   | Ali al-Amri                 | Saudi-Arabien |                                |
| DSQ   | Brahim Taleb                | Marokko       | IAAF Rule 163.3 Bahnübertreten |
| DSQ   | José Luis Blanco            | Spanien       | IAAF Rule 163.3 Bahnübertreten |

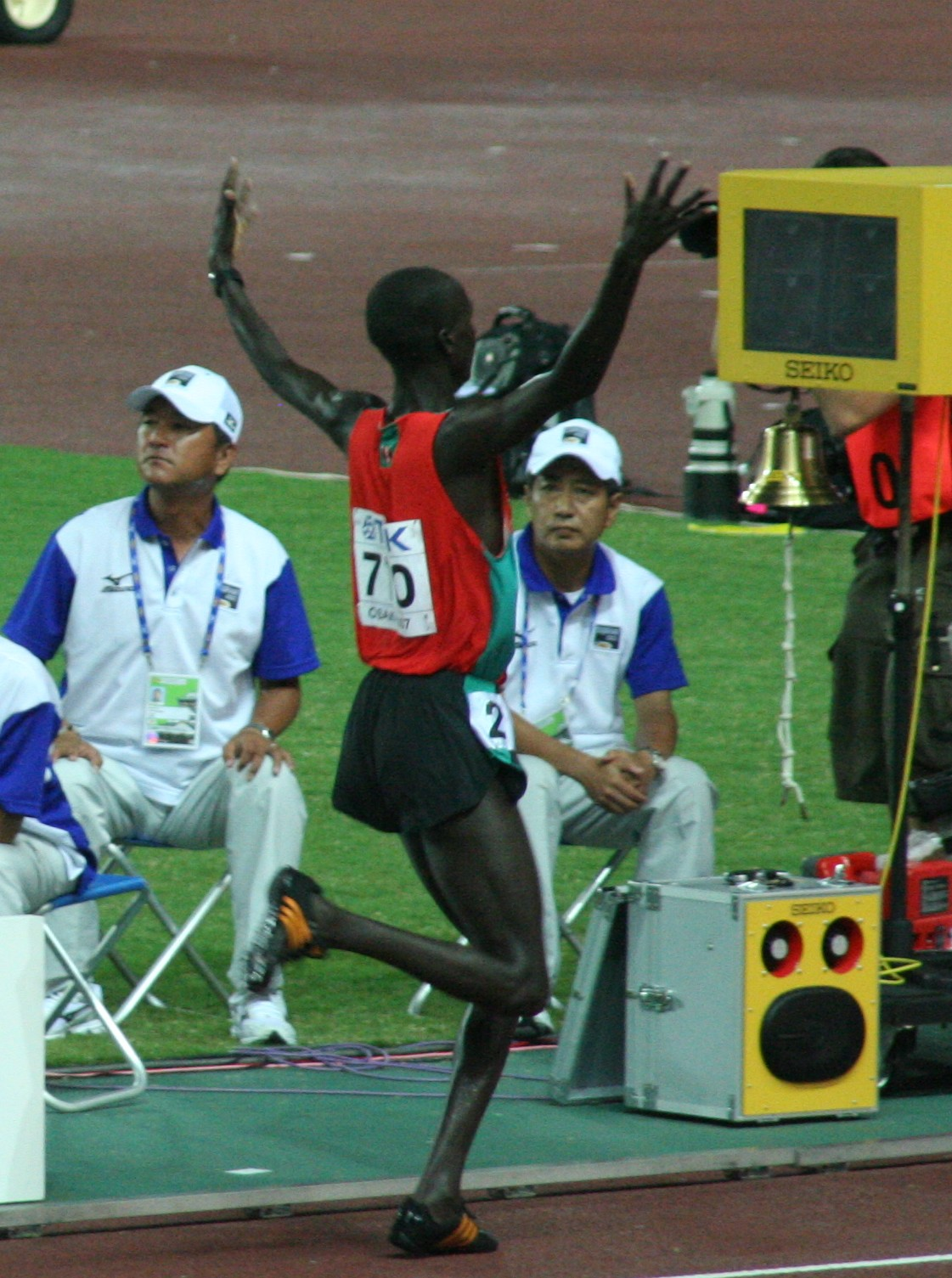
Nach Olympiasilber 2004 und WM-Bronze 2005 gab es nun Gold für Brimin Kiprop Kipruto
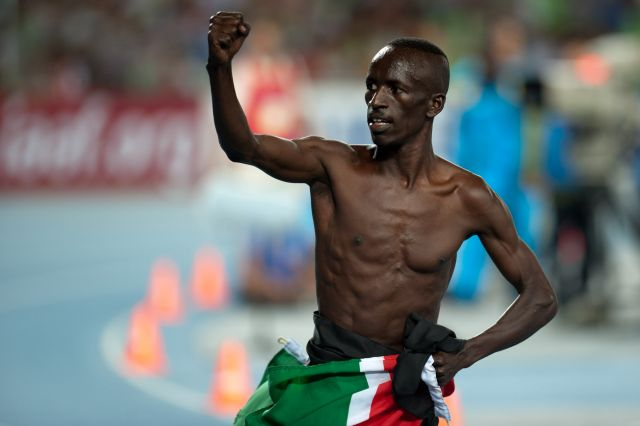
Der aktuelle Olympiasieger Ezekiel Kemboi wurde zum dritten Mal in Folge Vizeweltmeister
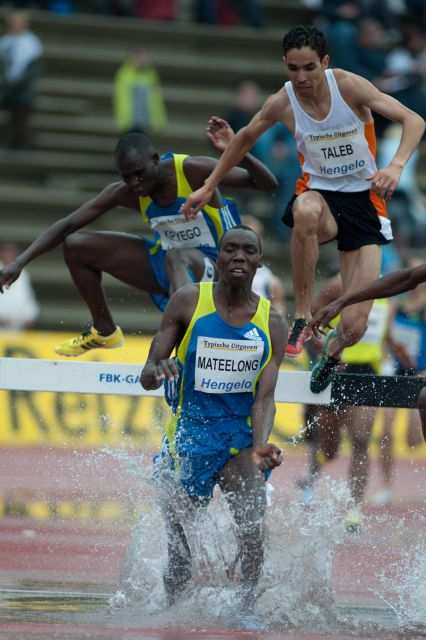
Bronzemedaillengewinner Richard Kipkemboi Mateelong
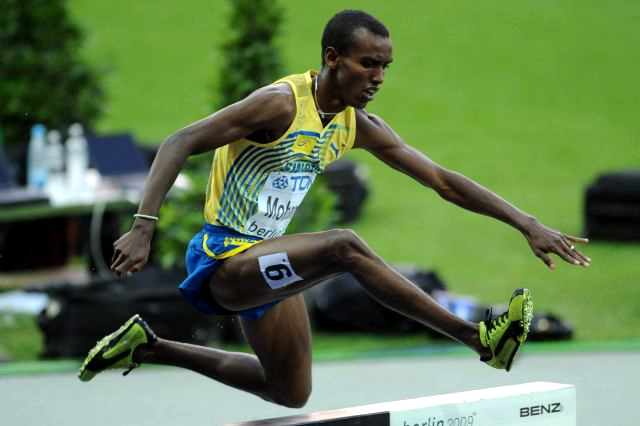
Der viertplatzierte Mustafa Mohamed
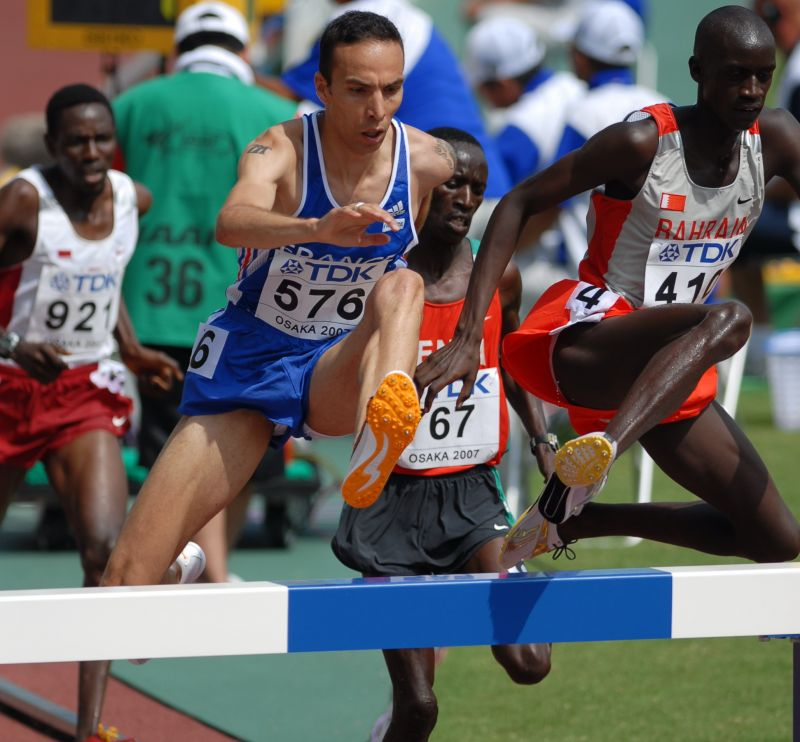
Bouabdellah Tahri, 2006 EM-Dritter (blaues Trikot) – Rang fünf / Tareq Mubarak Taher (ganz rechts) – Rang acht
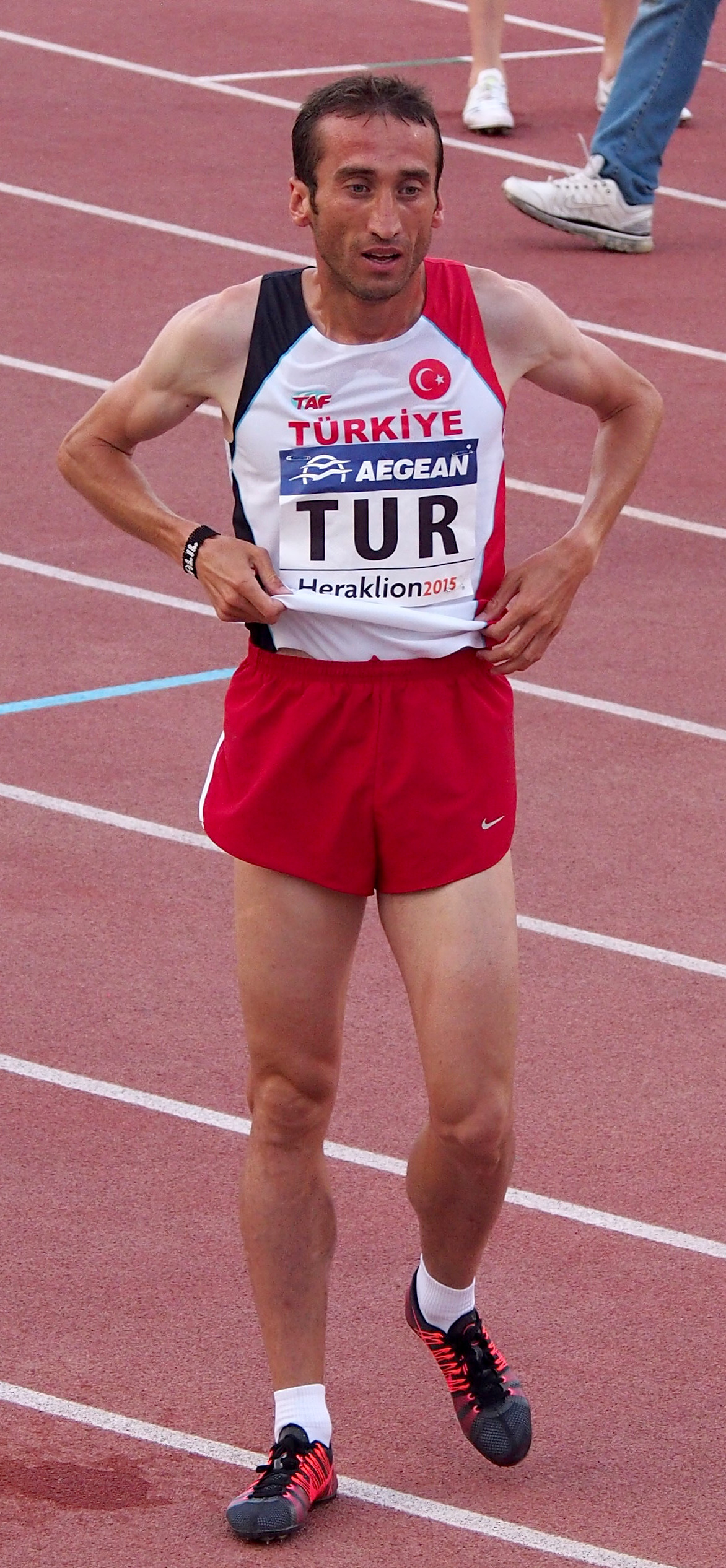
Halil Akkaş belegte wurde Sechster
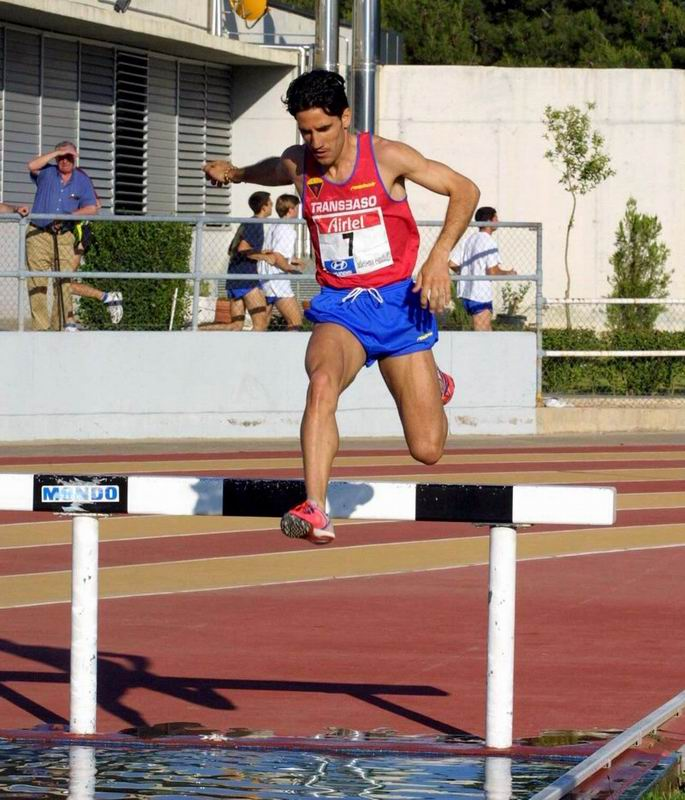
Eliseo Martín belegte Rang sieben
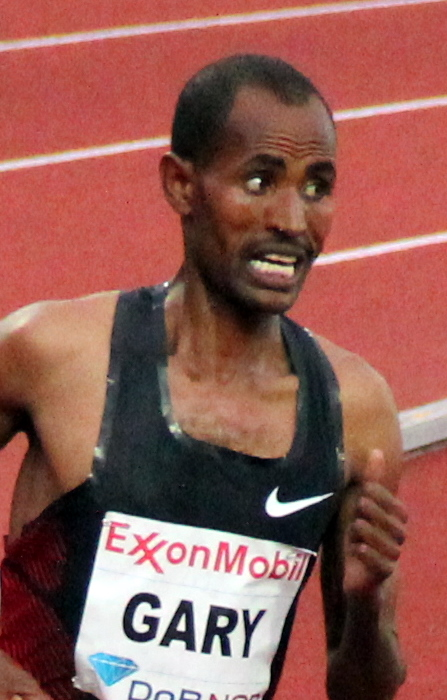
Roba Gari erreichte Platz zehn
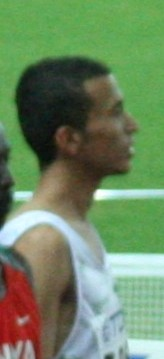
Ali al-Amri kam nicht ins Ziel
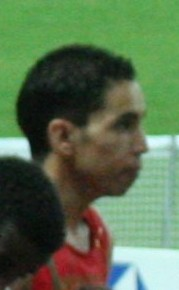
Brahim Taleb wurde disqualifiziert
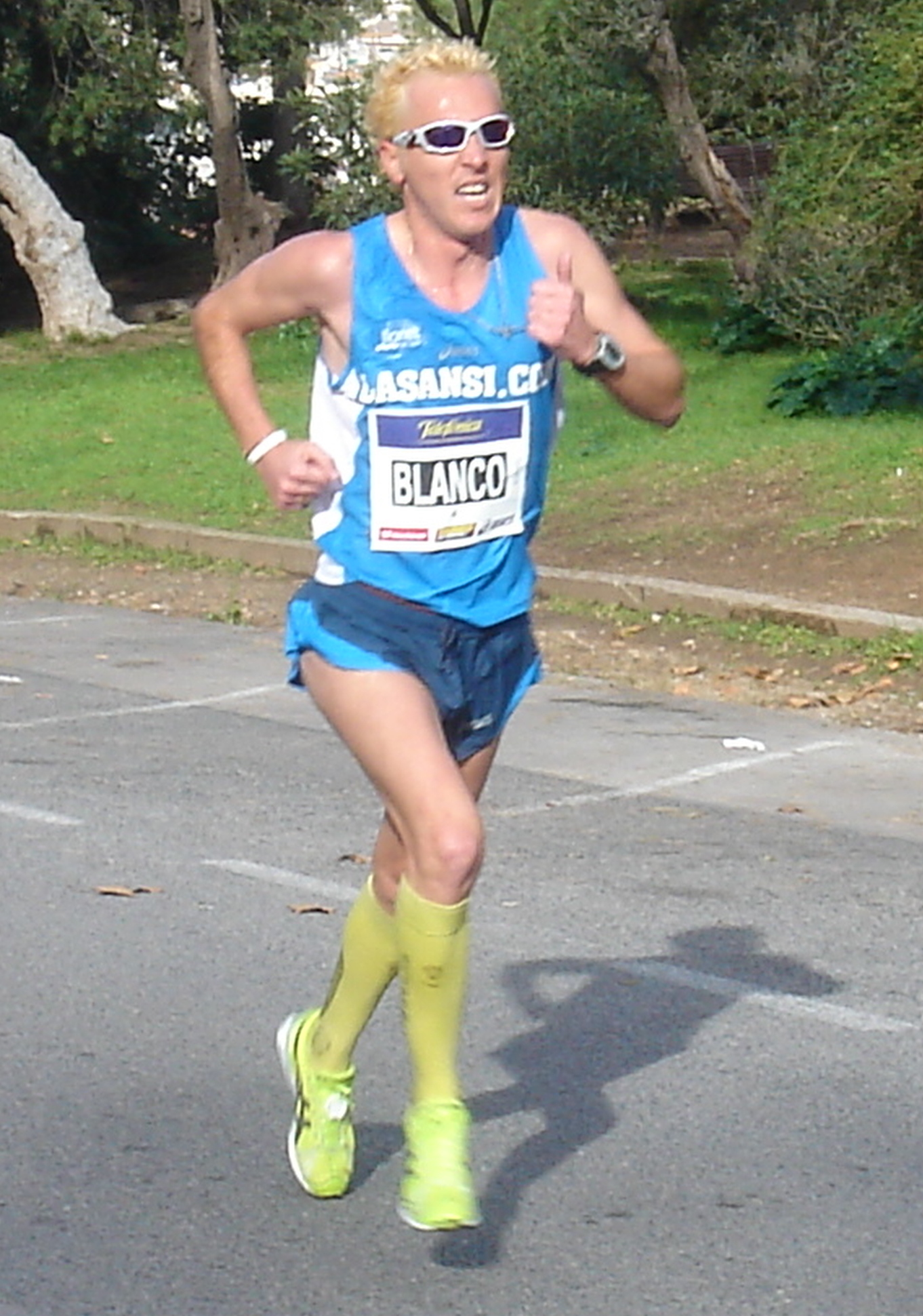
José Luis Blanco – disqualifiziert

## Video
- Steeplechase collision in Osaka, youtube.com, abgerufen am 24. Oktober 2020